# 상변화 디스크
상변화 디스크는 재료의 상변화를 기록에 이용하는 광 디스크이다. 켈코게나이드 화합물은 상변화 물질로 결정과 비정질 상태의 반사율이 현저한 차이를 보이며 레이저를 이용하여 상변화를 일으킬 수 있다.
즉 레이저로 어닐링을 하면 비정질이 결정상태로 변하고, 펄스 파를 이용하여 고온으로 가열하여 급속 냉각(Quench)을 하면 비정질이 된다.
상변화 광 디스크의 장점으로는 지우지 않은 상태에서 직접 재기록이 되는 자기기록과 비슷한 특성을 보인다는 것이다.
상변화 광 디스크의 종류는 아래와 같다.
- PD
- CD-RW
- DVD-RAM
- DVD-RW
- DVD+RW